# Cardellina rubrifrons
Cardellina rubrifrons là một loài chim trong họ Parulidae.